# Mission: Impossible - Dead Reckoning
Mission: Impossible - Dead Reckoning, precedentemente noto come Mission: Impossible - Dead Reckoning - Parte uno (Mission: Impossible - Dead Reckoning Part One), è un film del 2023 co-sceneggiato, diretto e co-prodotto da Christopher McQuarrie.
La pellicola è il sequel di Mission: Impossible - Fallout (2018) e il settimo film della serie di Mission: Impossible.
Con protagonista Tom Cruise nei panni dell'agente dell'IMF Ethan Hunt. Tra gli altri interpreti del film figurano i ritorni di Ving Rhames, Simon Pegg, Rebecca Ferguson, Vanessa Kirby, Henry Czerny e Frederick Schmidt.

## Trama
Mare di Bering, inverno 2012. Un sottomarino russo, il K599 Sevastopol, viene affondato da un proprio siluro in maniera apparentemente inspiegabile e al collo di due delle vittime, che galleggiano sotto i ghiacci, sono presenti le due metà di una misteriosa chiave cruciforme.
Qualche tempo dopo, Ethan Hunt viene incaricato di recuperare da Ilsa Faust, su cui è stata messa una taglia, una metà della suddetta chiave di cui lei si era impossessata. Nel Quarto Vuoto del Deserto Arabico Ethan la salva da alcuni mercenari intenzionati a catturarla e recupera metà della chiave. Tornato negli Stati Uniti, a Washington D.C. Ethan si infiltra in una riunione della Comunità di Intelligence presieduta dal DNI Denlinger, con la presenza, tra l’altro, dell'ex direttore dell'IMF (ora direttore della CIA) Eugene Kittridge, e in cui si discute di una misteriosa intelligenza artificiale sperimentale che definiscono come l'Entità. Progettata originariamente per sabotare i sistemi digitali, essa è divenuta senziente, in grado di diffondersi in tutti i principali sistemi di difesa e dunque pericolosa. Le potenze mondiali vogliono quindi impossessarsi di entrambe le metà di una misteriosa chiave con l'intento di poter controllare l'Entità mentre Ethan, ritenendo che si tratti di una minaccia troppo grande per l'umanità, vuole eliminarla.
Ethan, Benji Dunn e Luther Stickell si recano all'aeroporto internazionale di Abu Dhabi per intercettare il possibile possessore di una metà della chiave interessato all'acquisto della seconda metà della stessa. Il piano è di seguirlo nella speranza che lui sappia cosa apra la chiave. Intanto Gabriel, un emissario dell'Entità, invia un bagaglio sospetto sull'aereo che il possessore della metà della chiave dovrebbe prendere. In quel mentre, Grace, una ladra professionista, ruba la chiave al possessore senza che lui se ne accorga. Ethan raggiunge la ladra e scende a patti con lei. La metà della chiave in possesso dell'acquirente si rivela però un falso e questi, poco dopo, viene ucciso da Paris, una killer al servizio di Gabriel. Nel frattempo, Benji, con l'aiuto di Luther, si accorge però che il bagaglio inviato dall'Entità, contiene un esplosivo potenzialmente nucleare, che solo all'ultimo momento riesce a disinnescare per poi scoprire che era solo un bluff architettato dall'Entità. La confusione consente a Grace di rubare la chiave in possesso di Ethan e di imbarcarsi su un volo diretto a Roma. Turbato dall'apparente precognizione dell'Entità, Ethan ricordando i suoi eventi passati, si rende conto che Gabriel è in realtà colui che, quando non faceva ancora parte dell'IMF, aveva ucciso Marie la donna che egli amava.
Ethan in maniera anonima segnala alla Polizia Italiana l'arrivo di Grace a Roma, la quale viene arrestata e portata in questura. Fingendosi il suo avvocato, riesce a incontrarla e a scoprire che la donna, a Venezia, il giorno successivo, deve vedersi con il vero proprietario dell'altra metà della chiave. Con un diversivo Grace scappa ma Ethan la raggiunge e dopo un lungo e rocambolesco inseguimento in auto per le strade di Roma, i due riescono a sfuggire agli inseguitori anche se la donna riesce nuovamente a dileguarsi. L’intera squadra, a cui si è unita anche Ilsa, parte dunque per Venezia. Con il supporto di Benji e Luther, Ethan e Ilsa si infiltrano nella festa organizzata dalla trafficante d'armi Alanna Mitsopolis, detta la Vedova Bianca, dove incontrano Grace e Gabriel e dove Alanna rivela di possedere l'altra metà della chiave e ambisce ad avere la chiave completa per poi venderla al miglior offerente. Nel mentre, Gabriel sentenzia che Ilsa o Grace, moriranno quella stessa notte, e che la chiave cadrà ai suoi piedi il giorno successivo. Ethan cerca allora di convincere Alanna ad aiutarli, ma la stessa non vuole sentire ragioni affermando che lo scambio avverrà il giorno successivo, a bordo dell'Orient Express diretto a Innsbruck. Profondamente turbato, Ethan si libera delle guardie di Alanna e la squadra si disperde, mentre Grace nuovamente fugge. Ethan cerca di inseguirla ma l'Entità, dopo aver tagliato fuori dalle reti informatiche Luther e Benji, imitando la voce del secondo, conduce Hunt in una trappola. Segue un violento scontro con Paris in cui Ethan riesce a prevalere risparmiando però la vita alla donna. Poco dopo, Gabriel si scontra con Grace e poi uccide Ilsa prima che Ethan possa giungere in suo aiuto.
La squadra è sconvolta dalla perdita di Ilsa e Grace, sentendosi in colpa per l'accaduto, decide di dare il suo aiuto alla squadra, ma mentre vengono definiti i dettagli del piano, il dispositivo utilizzato per creare le maschere va in corto circuito diventando inutilizzabile. Essendo riusciti a realizzare solo la maschera di Alanna, e mancando solo un'ora alla partenza del treno, Ethan convince Grace a salire sul treno da sola promettendogli solennemente che la raggiungerà a qualunque costo. Luther, dopo aver fornito i membri della squadra di auricolari analogici, e per tale ragione, immuni all'Entità, decide di analizzare il disco rigido del suo computer in un luogo isolato e senza rete, per scoprire se presenta tracce della stessa. Inoltre, fa promettere a Ethan di non uccidere Gabriel, in quanto è l'unico che sa cosa apre la chiave e ha capito che l'Entità teme Ethan in quanto è l'unico che vuole distruggerla. 
A bordo del treno è però presente anche Gabriel che dapprima uccide i macchinisti e manomette la locomotiva, poi incontra Denlinger il quale gli rivela che la chiave va inserita in un dispositivo all'interno della sfera del sonar del Sevastopol, dove l'Entità ha avuto origine. In quel mentre Denlinger propone al suo interlocutore di allearsi con lui ma Gabriel in tutta risposta lo uccide e tenta di uccidere anche Paris perché a Venezia è stata risparmiata da Ethan e dunque sa che è rimasta in debito con lui. Nel mentre, impersonando Alanna, Grace porta la chiave completa all'acquirente che si rivela essere Kittridge. Intanto Ethan per riuscire a salire sul treno, e mantenere la promessa fatta a Grace, decide di lanciarsi con il paracadute da un dirupo riuscendo a intercettarlo schiantandosi contro il finestrino di un vagone. Nell'impatto, Ethan dapprima scaglia uno scagnozzo di Alanna fuori dal treno e poi tramortisce Zola, che, in quel mentre, stavano per impossessarsi della chiave e uccidere Grace. Sfruttando il caos del momento, Gabriel si impossessa della chiave e sale sul tetto del treno. Inseguito da Ethan, i due si scontrano violentemente ed Ethan ha la meglio, ma non lo uccide. Gabriel con un espediente riesce ad abbandonare il treno, nonché ad avviare il timer che farà esplodere un ponte su cui il mezzo passerà pochi minuti dopo. Nel frattempo, su richiesta di Ethan, due agenti della Comunità, presenti sul treno fanno spostare tutti i passeggeri nelle carrozze di coda mentre Grace ed Ethan, che si trovano nella parte anteriore del treno, dopo aver staccato la locomotiva e poco prima di precipitare dal ponte distrutto, vengono salvati da Paris, che informa Ethan su cosa apre la chiave, poco prima di svenire a causa della ferita riportata nel precedente scontro con Gabriel.
Disponendo di un paracadute da parapendio che regge una sola persona, Ethan abbandona da solo il treno mentre Grace informa Kittridge di aver deciso di accettare la "decisione" di unirsi all'IMF. Giunto a terra, Ethan incontra Benji e gli mostra la chiave completa che è riuscito a sottrarre a Gabriel poco prima che quest'ultimo abbandonasse il treno. Il prossimo passo sarà trovare il Sevastopol.

## Produzione
Le riprese del film hanno avuto ritardi, stop e rinvii a causa della pandemia di COVID-19: fissate per il febbraio 2020, sono iniziate nel settembre dello stesso anno per poi fermarsi quasi subito; sono poi terminate ufficialmente nel maggio 2023.
Il budget lordo del film è stato di 291 milioni di dollari, mentre quello netto è di 219 milioni di dollari, il che lo rende uno dei film più costosi mai realizzati.

## Promozione
Il primo teaser trailer del film è stato diffuso il 23 maggio 2022.

## Distribuzione
Il film è stato distribuito nelle sale cinematografiche statunitensi e italiane a partire dal 12 luglio 2023. Inizialmente riconosciuto come Mission: Impossible -Dead Reckoning - Part One, l'anno successivo Paramount comunica il cambio del titolo in Mission: Impossible - Dead Reckoning. 

## Accoglienza

### Incassi
Il film ha incassato 172640980 $ in Nord America e 398484455 $ nel resto del mondo, per un totale di 571125435 $.
Variety ha riportato che, a causa dell'enorme budget, il film non avrebbe realizzato alcun profitto, stimando una perdita di circa 100 milioni di dollari se la pellicola non avesse superato i 600 milioni d'incasso; tuttavia, nel settembre 2023, la Paramount ha trovato un accordo con la compagnia assicurativa svizzera Chubb grazie a una polizza di copertura per i danni agli incassi causati dalla pandemia di Covid-19 ed è riuscita a ottenere un risarcimento aggiuntivo di 57 milioni di sterline (circa 70 milioni di dollari) per compensare gli incassi deludenti.

### Critica
Sull'aggregatore Rotten Tomatoes il film riceve il 96% delle recensioni professionali positive con un voto medio di 8 su 10 basato su 433 critiche, mentre su Metacritic ottiene un punteggio di 81 su 100 basato su 66 critiche.

## Riconoscimenti
- 2024 – Premio Oscar[14]
  - Candidatura al miglior sonoro a Chris Munro, James H. Mather, Chris Burdon e Mark Taylor
  - Candidatura ai migliori effetti speciali a Alex Wuttke, Simone Coco, Jeff Sutherland e Neil Corbould
- 2024 – Golden Globe[15]
  - Candidatura al miglior risultato al cinema e al box office
- 2024 – British Academy Film Awards[16]
  - Candidatura al miglior sonoro
  - Candidatura ai migliori effetti speciali
- 2024 – Critics' Choice Awards[17]
  - Candidatura per i miglior effetti visivi
- 2024 – Satellite Award[18]
  - Candidatura alla migliore fotografia a Fraser Taggart
  - Candidatura ai migliori effetti visivi
- 2024 – People's Choice Awards[19]
  - Candidatura al miglior film d'azione
  - Candidatura alla star maschile dell'anno a Tom Cruise
  - Candidatura alla star d'azione dell'anno a Tom Cruise
- 2024 – Saturn Award[20][21]
  - Miglior film d'azione/di avventura
  - Candidatura alla migliore sceneggiatura a Erik Jendresen e Christopher McQuarrie
  - Candidatura al miglior montaggio a Eddie Hamilton
  - Candidatura ai migliori effetti speciali a Alex Wuttke, Simone Coco, Jeff Sutherland e Neil Corbould
- 2024 – Screen Actors Guild Award[22]
  - Migliori controfigure cinematografiche

## Sequel
Il sequel Mission: Impossible - The Final Reckoning, inizialmente previsto per il 28 giugno 2024, è stato distribuito il 22 maggio 2025.